# Фабрісіо Діас
Фабрісіо Діас Бадаракко (ісп. Fabricio Díaz Badaracco, нар. 3 лютого 2003, Ла Пас, Уругвай) — уругвайський футболіст, півзахисник катарського клубу «Аль-Гарафа».

## Ігрова кар'єра

### Клубна
Фабріціо Діас починав займатися футболом у рідному місті Ла Пас. У 2016 році він приєднався до академії столичного клубу «Ліверпуль». 2 лютого 2020 року Діас дебютував в першій команді. Також брав участь у міжнародних клубних турнірах Південної Америки. У складі «Ліверпуля» Діас вигравав Суперкубок Уругваю та у 2023 році допоміг клубу вперше в історії стати чемпіоном країни.
У вересні 2023 року Діас отримав пропозиції від іспанської «Барселони» та англійського «Брайтон енд Гоув Альбіон» але підписав п'ятирічний контракт з катарським клубом «Аль-Гарафа».

### Збірна
У 2023 році у складі молодіжної збірної Уругваю Фабрісіо Діас став переможцем молодіжного чемпіонату світу в Аргентині. На турнірі Діас був капітаном команди.
Також футболіст був у розширеному списку національної збірної Уругваю на чемпіонат світу 2022 року.

## Титули
Ліверпуль (Монтевідео)
 Чемпіон Уругваю: 2023
 Переможець Суперкубка Уругваю: 2020
Аль-Гарафа
 Переможець Кубка Еміра Катару: 2025
Уругвай (U-20)
 Переможець молодіжного чемпіонату світу: 2023
 Другий призер молодіжного чемпіонату Південної Америки: 2023